# Wixhausen-Ost
Wixhausen-Ost ist einer der beiden Statistischen Bezirke des Stadtteils Darmstadt-Wixhausen.

## Infrastruktur
- Aumühle
- Bürgermeister-Pohl-Haus
- Campus der GSI Helmholtzzentrum für Schwerionenforschung und des im Bau befindlichen FAIR (Facility for Antiproton and Ion Research)-Großprojektes
- Friedhof Wixhausen
- Georg-August-Zinn-Schule
- Katholische Kirche St. Bonifatius